# Liste des gares de la wilaya de Chlef
La liste des gares de la wilaya de Chlef, est une liste des gares ferroviaires situées dans la wilaya de Chlef, en Algérie.

## Gares ferroviaires dans la wilaya
La wilaya de Chlef compte six gares, toutes exploitées par la Société nationale des transports ferroviaires (SNTF).
| Gare               | Commune    | Ligne        |
| ------------------ | ---------- | ------------ |
| Gare de Bir Safsaf | Oued Fodda | Alger à Oran |
| Gare de Boukadir   | Boukadir   | Alger à Oran |
| Gare de Chlef      | Chlef      | Alger à Oran |
| Gare de Oued Fodda | Oued Fodda | Alger à Oran |
| Gare de Oued Sly   | Oued Sly   | Alger à Oran |
| Gare d'Oum Drou    | Oum Drou   | Alger à Oran |

| \| Chlef Bir Safsaf Boukadir Oued Fodda Oued Sly Oum Drou \| Localisation des gares de la wilaya de Chlef |
| Chlef Bir Safsaf Boukadir Oued Fodda Oued Sly Oum Drou                                                    |

## Lignes ferroviaires dans la wilaya
La wilaya est traversée par une ligne : la ligne d'Alger à Oran.